# Liga para la Recuperación de la Moralidad Pública
 La Liga para la Recuperación de la Moralidad Pública (en francés: Ligue pour le relèvement de la moralité publique , LRMP) es una federación francesa de asociaciones locales que trabaja por el respeto de lo que consideró "buena moral". Creada en 1883,  por Tommy Fallot, la liga apoya la abolición de la prostitución y se opone a la pornografía, el alcohol y el juego . Inicialmente, la liga se opuso al alcohol y la pornografía, pero después de que Fallot se reunió con la activista inglesa contra la prostitución Josephine Butler, agregó a sus objetivos acabar con la prostitución.  Inició muchas acciones contra películas antes de disolverse en 1946. La liga publicó una revista mensual, The Social Recovery, de 1893. En 1946 publicó La Rénovation y se transformó en el Cartel d'action sociale et morale (Cartel de la acción social y moral ). 

## Historia
La Liga fue fundada por personas vinculadas a los movimientos protestantes en Francia, especialmente al socialismo cristiano, y a menudo vinculada al ala izquierda y la Liga de los Derechos Humanos. Su secretario general a finales del siglo XIX era Louis Comte, un pastor de Dreyfus. Tommy Fallot y Edmond de Pressensé fueron miembros destacados, al igual que la sufragista Jeanne Schmahl . Varias personalidades, incluidos académicos, han sido miembros de la liga, entre ellos Benoît, rector de la Universidad de Montpellier ; Vidal, profesor de derecho penal; Gustave Monod; Paul Bureau, profesor del Instituto Católico de Paris y presidente de la Liga de 1906 a 1923 (sucedió a Paul Gemähling, profesor de Estrasburgo y denominación judía); el economista Charles Gide, presidente de la Société de protesta contra la license des rues de 1910; el Decano de la Facultad Protestante de Teología en París, Raoul Allier y el sociólogo Albert Bayet . A principios de la década de 1920, tenía en su filas a varios diputados y senadores y también un ministro, el socialista radical Justin Godart (también diputado entonces senador de Lyon). Además, en la década de 1930, la feminista Cécile Brunschvicg, subsecretaria del gobierno de Blum, y Georges Pernot, ministro del gobierno de Flandin en 1930 y miembro de la Federación Republicana (centro-derecha).
La liga se movió cada vez más hacia la derecha después de la Primera Guerra Mundial, hasta que bajo Émile Pourésy (autor de La gangrène pornographique ( La gangrena pornográfica) (1908) se convirtió en Petainista en 1940. La liga, sin embargo, no aceptó el aprobación de burdeles por Vichy. Reorganizada bajo el nombre del Cartel d'action sociale et morale después de la guerra, obtuvo, gracias a los diputados del Movimiento Republicano Popular (MRP), la aprobación de dos leyes importantes, la Loi Marthe Richard aboliendo los burdeles, y la ley del 16 de julio de 1949 sobre publicaciones dirigidas a los jóvenes. 

## Prostitución y pornografía
En términos de prostitución, la liga se opuso particularmente a la Société de protestation contre la license des rues, dirigida por el "Padre modestia", René Bérenger, que quería desregular la prostitución y los burdeles. La lucha contra la "pornografía" cubre un amplio espectro; trata de convencer a las compañías ferroviarias de que repinten las paredes de los inodoros con más frecuencia para borrar los grafitis obscenos. Émile Pourésy y la liga a menudo se oponen a la revista La Vie Parisienne . Aunque está formada principalmente por burgueses, la liga es difícil de clasificar a nivel político. E. Pourésy se dirige a la Liga de Acción Francesa, por invitación, quien lo ve como un defensor del neomalthusianismo . En el tercer congreso del movimiento, en 1905, el profesor de filosofía Edmond Goblot acusó a la burguesía de ser la causa de la prostitución.

## Sección de Lyon
El LRMP tenía una organización local muy activa en Lyon. La sucursal protestó por la presencia de nadadores cerca del Quai Saint-Vincent y la proyección de la película de 1923 La Garçonne. Esto provoca una investigación policial del alcalde Édouard Herriot, que concluye que no ha habido irregularidades. (Sin embargo, La Garçonne fue prohibida y no pudo proyectarse en Lyon, en 1941, bajo Vichy). La organización local obtuvo también la prohibición en 1933 de La Marche au Soleil, una película sobre el nudismo en Francia. En 1936, organizó una campaña, junto con miembros de La Cagoule (una organización clandestina ilegal), contra la película de Abel Gance, Lucrezia Borgia. La película fue prohibida por Georges Cohendy, presidente de la delegación especial de Lyon bajo Vichy en noviembre de 1940.

## El Cartel de acción social y moral
En 1946, la Liga se reformuló con el nombre  Le Cartel d'action sociale et morale (Cartel de Acción Social y Moral). Fue dirigida por Daniel Parker, quien demandó a Boris Vian por la novela Ecupiré sobre vuestra tumba. Entre sus miembros estaban Maurice Leenhardt, profesor de la École pratique des hautes études; Canon Viollet (un exmiembro de la Resistencia); el médico Édouard Rist; André Mignot, subdirector del MRP y alcalde de Versalles y Charles Richard-Molard, delegado general del cartel. Loi Marthe Richard, que condujo al cierre de los burdeles, fue propuesto por el diputado del MRP, Pierre Dominjon, miembro del Cartel. Dominjon también impulsó la votación de la ley del 16 de julio de 1949 sobre publicaciones destinadas a los jóvenes. Daniel Parker fue apartado después de que Gaston Gallimard descubriera, mediante el uso de un detective privado, su gusto por los niños menores de edad; fue sucedido por Andre Mignot.